# Artis Gilmore
Artis Gilmore (Chipley, 21 settembre 1949) è un ex cestista statunitense, che vanta partecipazioni sia nei campionati professionistici nordamericani (American Basketball Association e National Basketball Association) che in quello italiano con la maglia della Fortitudo Bologna.
Venne soprannominato "The A-Train" per la sua mole e soprattutto per il suo stile di gioco basato sul fisico.
Dal 2011 è stato inserito nella Naismith Memorial Basketball Hall of Fame come giocatore.

## Carriera
A livello di college giocò al Gardner-Webb Junior College ed alla Jacksonville University.
Iniziò la sua carriera professionistica nella ABA con i Kentucky Colonels, dove resto' per cinque stagioni diventandone uno dei più grandi giocatori in assoluto, vincendo il Titolo ABA 1975 nella squadra allenata da Hubie Brown assieme ad altri (come lui) futuri Hall of Famer Dan Issel e Louie Dampier.

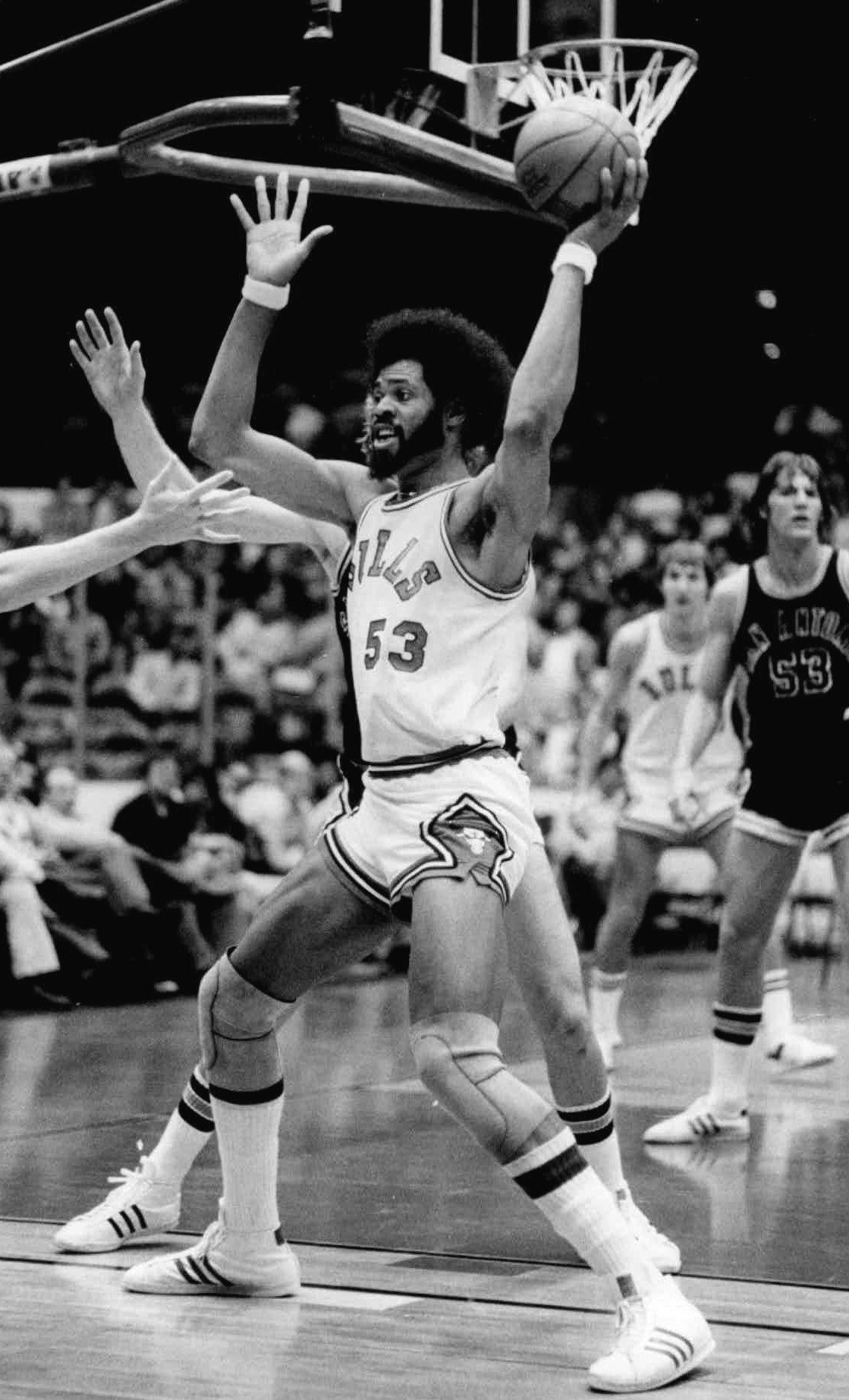
Gilmore in azione con la maglia dei Chicago Bulls

Dopo la fusione con l'NBA nel 1976 in cui venne deciso che la squadra di Louisville e quella di St.Louis non rientravano fra le quattro che sarebbero state accorpate nella nuova lega, i giocatori vennero resi disponibili ad altre squadre NBA, attraverso un dispersal draft, che avrebbero rilevato i contratti in essere e avrebbero corrisposto per ogni giocatore un corrispettivo alle società ABA.
Gilmore venne selezionato come prima scelta dai Chicago Bulls che corrisposero un milione e cento mila dollari ai Colonels pur di accaparrarselo.
Lo stesso anno, Gilmore fece il suo debutto nella NBA nelle file dei Chicago Bulls, con cui giocò fino alla stagione 1982. Quindi passò ai San Antonio Spurs, con i quali giocò fino alla stagione 1987. Concluse la sua esperienza NBA con i Boston Celtics nel 1988.
Artis Gilmore disputò tutte le 420 partite durante i suoi cinque anni in ABA a cui si aggiunsero altre 250 partite giocate consecutivamente in NBA con i Bulls fino a quando si infortuno' al ginocchio durante la quarta partita della stagione 1979-1980, dopo di che ne disputò altre 212 consecutivamente 
Gilmore terminò la sua attività agonistica in Italia con la Fortitudo Bologna sponsorizzata Arimo, con cui mantenne una media di 12,3 punti e 11,0 rimbalzi a partita, rendimento che gli permise di essere selezionato per la squadra European All-Star Team.
Grazie ad una carriera in cui ha avuto una media 22,3 punti e 17,1 rimbalzi a partita nella ABA e di 17,1 punti e 10,1 rimbalzi a partita nella NBA ed aver partecipato all'All-Star Game (La Partita delle Stelle) cinque volte nella ABA e sei volte nella NBA, Gilmore, il 4 aprile 2011, è stato inserito nella Basketball Hall of Fame. Artis Gilmore è stato a lungo il leader nella storia NBA nella percentuale di tiri dal campo con una percentuale del 59,9%, restando ancora oggi nella top 5 di sempre, e il secondo migliore di sempre in ABA con il 55,7%.
Il 3 Febbraio 1974 nella partita contro i New York Nets fece registrare il record assoluto di sempre di rimbalzi in una singola partita ABA con 40 rimbalzi, di cui 34 difensivi (record ABA e NBA), in 42 minuti giocati.

## Statistiche
| † | Denota una stagione in cui ha vinto il titolo ABA |
| * | Primo nella lega                                  |
| * | Record                                            |

### ABA-NBA

#### Regular Season
| Anno            | Squadra                 | PG   | PT  | MP    | TC%   | 3P%   | TL%  | RP    | AP  | PRP | SP   | PP   |
| --------------- | ----------------------- | ---- | --- | ----- | ----- | ----- | ---- | ----- | --- | --- | ---- | ---- |
| 1971-1972       | Kentucky Colonels (ABA) | 84   | -   | 43,6  | 59,8* | 0,0   | 64,6 | 17,8* | 2,7 | -   | 5,0* | 23,8 |
| 1972-1973       | Kentucky Colonels       | 84*  | -   | 41,7  | 55,9* | 50,0  | 64,3 | 17,6* | 3,5 | -   | 3,1* | 20,8 |
| 1973-1974       | Kentucky Colonels       | 84   | -   | 41,7* | 49,3  | 0,0   | 66,7 | 18,3* | 3,9 | 0,7 | 3,4  | 18,7 |
| 1974-1975†      | Kentucky Colonels       | 84*  | -   | 41,6* | 58,0  | 50,0  | 69,6 | 16,2  | 2,5 | 0,8 | 3,1  | 23,6 |
| 1975-1976       | Kentucky Colonels (ABA) | 84   | -   | 39,1  | 55,2  | 0,0   | 68,2 | 15,5* | 2,5 | 0,7 | 2,4  | 24,6 |
| 1976-1977       | Chicago Bulls (NBA)     | 82   | 82  | 35,1  | 52,2  | -     | 66,0 | 13,0  | 2,4 | 0,5 | 2,5  | 18,6 |
| 1977-1978       | Chicago Bulls           | 82   | 82  | 37,4  | 55,9  | -     | 70,4 | 13,1  | 3,2 | 0,5 | 2,2  | 22,9 |
| 1978-1979       | Chicago Bulls           | 82*  | 82  | 39,8  | 57,5  | -     | 73,9 | 12,7  | 3,3 | 0,6 | 1,9  | 23,7 |
| 1979-1980       | Chicago Bulls           | 48   | -   | 32,7  | 59,5  | 0,0   | 71,2 | 9,0   | 2,8 | 0,6 | 1,2  | 17,8 |
| 1980-1981       | Chicago Bulls           | 82   | 82  | 34,5  | 67,0* | 0,0   | 70,5 | 10,1  | 2,1 | 0,6 | 2,4  | 17,9 |
| 1981-1982       | Chicago Bulls           | 82   | 82  | 34,1  | 65,2* | 100,0 | 76,8 | 10,2  | 1,7 | 0,6 | 2,7  | 18,5 |
| 1982-1983       | San Antonio Spurs       | 82   | 82  | 34,1  | 62,6* | 0,0   | 74,0 | 12,0  | 1,5 | 0,5 | 2,3  | 18,0 |
| 1983-1984       | San Antonio Spurs       | 64   | 59  | 31,8  | 63,1* | 0,0   | 71,8 | 10,3  | 1,1 | 0,6 | 2,1  | 15,3 |
| 1984-1985       | San Antonio Spurs       | 81   | 81  | 34,0  | 62,3  | 0,0   | 74,9 | 10,4  | 1,6 | 0,5 | 2,1  | 19,1 |
| 1985-1986       | San Antonio Spurs       | 71   | 71  | 33,7  | 61,8  | 0,0   | 70,1 | 8,5   | 1,4 | 0,5 | 1,5  | 16,7 |
| 1986-1987       | San Antonio Spurs       | 82*  | 74  | 29,3  | 59,7  | 0,0   | 68,0 | 7,1   | 1,8 | 0,5 | 1,2  | 11,4 |
| 1987-1988       | Chicago Bulls           | 24   | 23  | 15,5  | 51,3  | 0,0   | 51,4 | 2,6   | 0,4 | 0,2 | 0,5  | 4,2  |
| 1987-1988       | Boston Celtics          | 47   | 4   | 11,1  | 57,4  | 0,0   | 52,7 | 3,1   | 0,3 | 0,2 | 0,4  | 3,5  |
| Carriera ABA    | Carriera ABA            | 420  | -   | 41,5* | 55,7  | 28,6  | 66,8 | 17,1* | 3,0 | 0,7 | 3,4* | 22,3 |
| Carriera NBA    | Carriera NBA            | 909  | 804 | 32,7  | 59,9  | 0,0   | 71,3 | 10,1  | 2,0 | 0,5 | 1,9  | 17,1 |
| Carriera Totale | Carriera Totale         | 1329 | 804 | 35,5  | 58,2  | 0,0   | 69,8 | 12,3  | 2,3 | 0,6 | 2,4  | 18,8 |

#### Massimi in carriera
Regular Season
- Massimo di punti in ABA: 45 vs Utah Stars (25 novembre 1975)
- Massimo di punti in NBA: 42 vs Kansas City Kings (18 marzo 1977)
- Massimo di rimbalzi in ABA: 40 vs New York Nets (3 febbraio 1974)
- Massimo di rimbalzi in NBA: 28 vs San Antonio Spurs (22 dicembre 1978)
- Massimo di assist in ABA: 11 vs Carolina Cougars (14 novembre 1973)
- Massimo di assist in NBA: 9 vs Kansas City Kings (18 marzo 1977)
- Massimo di palle rubate in ABA: 3 (2 volte)*
- Massimo di palle rubate in NBA: 5 vs New York Knicks (8 aprile 1983)
- Massimo di stoppate in ABA: 14 vs Virginia Squires (27 ottobre 1971)*
- Massimo di stoppate in NBA: 11 vs Atlanta Hawks (20 dicembre 1977)

(* tenendo conto dei dati ABA al momento disponibili e che le statistiche di queste categorie vennero registrate sistematicamente solo dalla stagione ABA 1973-1974)

#### Play-off
| Anno            | Squadra                 | PG  | PT | MP    | TC%   | 3P% | TL%  | RP    | AP  | PRP | SP   | PP   |
| --------------- | ----------------------- | --- | -- | ----- | ----- | --- | ---- | ----- | --- | --- | ---- | ---- |
| 1972            | Kentucky Colonels (ABA) | 6   | -  | 47,5* | 57,1  | 0,0 | 71,1 | 17,7  | 4,2 | -   | -    | 21,8 |
| 1973            | Kentucky Colonels       | 19* | -  | 41,1  | 54,4  | 0,0 | 62,6 | 13,7  | 3,9 | -   | -    | 19,0 |
| 1974            | Kentucky Colonels       | 8   | -  | 43,0  | 55,9  | 0,0 | 57,6 | 18,6* | 3,5 | 0,9 | 3,8* | 22,5 |
| 1975†           | Kentucky Colonels       | 15  | -  | 45,3  | 53,9  | 0,0 | 77,2 | 17,6* | 2,5 | 1,0 | 2,1  | 24,1 |
| 1976            | Kentucky Colonels (ABA) | 10  | -  | 39,0  | 60,8* | 0,0 | 75,7 | 15,2* | 1,9 | 1,1 | 3,6* | 24,2 |
| 1977            | Chicago Bulls (NBA)     | 3   | -  | 42,0  | 47,5  | -   | 78,3 | 13,0  | 2,0 | 1,0 | 2,7  | 18,7 |
| 1981            | Chicago Bulls           | 6   | -  | 41,2  | 58,3  | 0,0 | 69,1 | 11,2  | 2,0 | 1,0 | 2,8* | 18,0 |
| 1983            | San Antonio Spurs       | 11  | -  | 36,5  | 57,6  | 0,0 | 69,6 | 12,9  | 1,6 | 0,8 | 3,1  | 16,7 |
| 1985            | San Antonio Spurs       | 5   | 5  | 37,0  | 55,8  | 0,0 | 68,9 | 10,0  | 1,4 | 0,4 | 1,4  | 17,8 |
| 1986            | San Antonio Spurs       | 3   | 3  | 35,7  | 66,7  | 0,0 | 57,1 | 6,0   | 1,0 | 2,3 | 0,3  | 13,3 |
| 1988            | Boston Celtics          | 14  | 0  | 6,1   | 50,0  | 0,0 | 50,0 | 1,4   | 0,1 | 0,0 | 0,3  | 1,1  |
| Carriera ABA    | Carriera ABA            | 58  | -  | 42,7  | 55,9  | 0,0 | 69,2 | 16,1* | 3,2 | 1,0 | 2,9* | 22,0 |
| Carriera NBA    | Carriera NBA            | 42  | 8  | 27,4  | 56,6  | 0,0 | 68,0 | 8,0   | 1,1 | 0,6 | 1,7  | 11,7 |
| Carriera Totale | Carriera Totale         | 100 | 8  | 36,3  | 56,1  | 0,0 | 68,8 | 12,7  | 2,3 | 0,8 | 2,2  | 17,7 |

#### Massimi in carriera
Play-off
- Massimo di punti in ABA: 41 vs Indiana Pacers (17 maggio 1975)
- Massimo di punti in NBA: 27 (2 volte)
- Massimo di rimbalzi in ABA: 31 vs Indiana Pacers (22 maggio 1975)
- Massimo di rimbalzi in NBA: 20 vs Los Angeles Lakers (10 maggio 1983)
- Massimo di assist in ABA: 11 vs Indiana Pacers (8 maggio 1973)
- Massimo di assist in NBA: 3 (5 volte)
- Massimo di palle rubate in ABA: 2 vs Indiana Pacers (13 maggio 1975)*
- Massimo di palle rubate in NBA: 4 vs Los Angeles Lakers (17 aprile 1986)
- Massimo di stoppate in ABA: 9 vs Indiana Pacers (12 aprile 1976)*
- Massimo di stoppate in NBA: 7 vs New York Knicks (31 marzo 1981)

(* tenendo conto dei dati ABA al momento disponibili e che le statistiche di queste categorie vennero registrate sistematicamente solo dalla stagione ABA 1973-1974)

## Palmarès
- Campionato ABA: 1

Kentucky Colonels: 1975
- ABA Most Valuable Player Award (1972)
- ABA Playoffs Most Valuable Player (1975)
- ABA Rookie of the Year Award (1972)
- ABA All-Rookie Team (1972)
- NCAA AP All-America First Team (1971)
- NCAA AP All-America Second Team (1970)
- All-ABA Team: 5

First Team: 1972, 1973, 1974, 1975, 1976 (record)
- ABA All-Defensive Team: 4 (record)

1973, 1974, 1975, 1976
- ABA All-Star Game: 5

1972, 1973, 1974, 1975, 1976
- ABA All-Star Game MVP (1974)
- 4 volte miglior rimbalzista della stagione ABA: (1971-1972), (1972-1973), (1973-1974), (1975-1976) (record)
- 5 volte maggior numero di rimbalzi totali in stagione ABA: (1971-1972), (1972-1973), (1973-1974), (1974-1975), (1975-1976)) (record)
- 5 volte maggior numero di rimbalzi difensivi in stagione ABA: (1971-1972), (1972-1973), (1973-1974), (1974-1975), (1975-1976)) (record)
- 3 volte maggior numero di rimbalzi offensivi in stagione ABA: (1972-1973), (1973-1974), (1974-1975) (record)
- 3 volte miglior rimbalzista della stagione nei Playoff ABA: (1974), (1975), (1976) (record)
- 2 volte miglior stoppatore della  stagione ABA (1973-1974, 1974-1975) (record condiviso con Caldwell Jones)
- 2 volte miglior stoppatore dei Playoff ABA: (1974), (1976) (record)
- 3 volte maggior numero di stoppate in stagione ABA: (1971-1972), (1972-1973), (1974-1975) (record)
- Maggior numero di stoppate di sempre in una stagione ABA (1971-1972) (422)
- 3 volte maggior numero di minuti giocati totali in stagione ABA: (1971-1972), (1973-1974), (1974-1975) (record)
- 2 volte maggior numero di minuti a partita giocati in stagione ABA: (1973-1974), (1974-1975) (record)
- 2 volte migliore nella percentuale di tiro dal campo ABA: (1971-1972), (1972-1973) (record condiviso con Bobby Jones e Trooper Washington)
- 4 volte migliore nella percentuale di tiro dal campo NBA (1980-1981), (1981-1982), (1982-1983), (1983-1984)
- Più alta percentuale di tiro dal campo dei Playoff ABA (1976)
- NBA All-Defensive Team: 1

Second Team: 1978
- NBA All-Star Game: 6

1978, 1979, 1981, 1982, 1983, 1986
- Trentaduesimo miglior marcatore di sempre sommando ABA e NBA
- Diciassettesimo miglior marcatore di sempre ABA
- Settimo Migliore marcatore di sempre per punti a partita ABA in regular season (22,3 punti a partita)
- Decimo miglior marcatore di sempre per numero di punti segnati nei Playoff ABA (97° sommando ABA e NBA)
- Secondo migliore rimbalzista di sempre ABA
- Cinquantaquattresimo miglior rimbalzista di sempre NBA (5° sommando NBA e ABA)
- Migliore rimbalzista di sempre per rimbalzi a partita ABA in regular season (17,1 rimbalzi a partita)
- Migliore rimbalzista di sempre per rimbalzi a partita ABA nei Playoff (16,1 rimbalzi a partita)
- Secondo miglior rimbalzista offensivo di sempre sommando NBA e ABA (4.816)
- Secondo miglior rimbalzista offensivo di sempre ABA (2.177)
- Quarantatreesimo nella classifica dei miglior rimbalzisti offensivi di sempre NBA
- Miglior rimbalzista difensivo di sempre sommando NBA e ABA (11.514)
- Terzo miglior rimbalzista difensivo di sempre ABA (4.992)
- Trentaseiesimo nella classifica dei miglior rimbalzisti difensivi di sempre NBA
- Trentaduesimo per numero di assist di sempre ABA
- Miglior stoppatore di sempre ABA
- Ventottesimo miglior stoppatore di sempre NBA (4° sommando NBA e ABA)
- Miglior stoppatore di sempre per numero di stoppate nei Playoff ABA (30° sommando ABA e NBA)
- Migliore giocatore di sempre per stoppate a partita ABA in regular season (3,4 stoppate a partita)
- Quattordicesimo giocatore con il maggior numero di minuti giocati nella storia sommando ABA e NBA (47.134)
- Quarantesimo miglior giocatore per palle rubate di sempre ABA
- Secondo miglior tiratore di sempre in ABA nella percentuale di tiri dal campo (55,7%)
- Secondo miglior tiratore di sempre in ABA nella percentuale di tiri dal campo nei Playoff (55,9%)
- Diciassettesimo per numero di tiri liberi realizzati nella storia dell'ABA (22° sommando NBA e ABA)
- ABA All-Time Team
- Inserito nella Naismith Memorial Basketball Hall of Fame nel 2011